# Novo Mosa

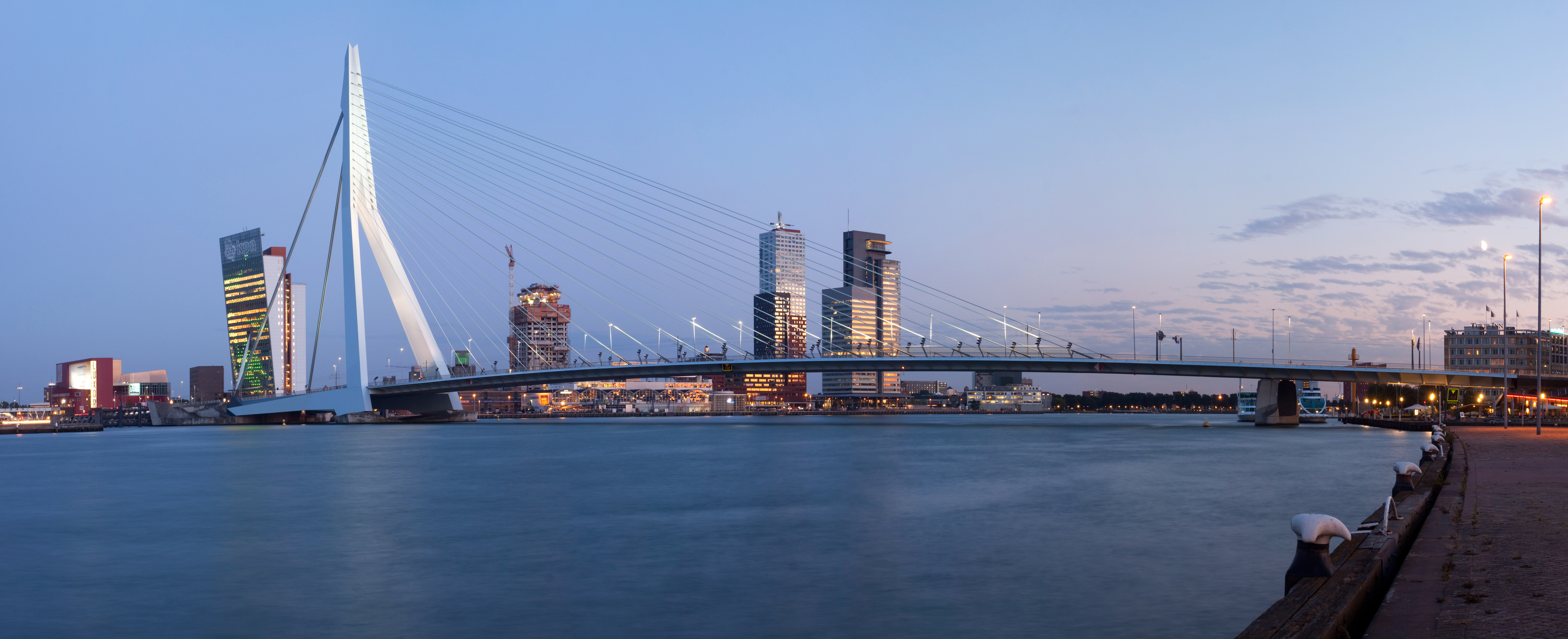
A Ponte Erasmo, que cruza o Novo Mosa.

O Novo Mosa (neerlandês: Nieuwe Maas) é um tributário do Rio Reno, tendo também sido, anteriormente, tributário do Rio Mosa, na província neerlandesa da Holanda do Sul. É formado da confluência dos rios Noord e Lek, fluindo para o oeste através de Roterdão. Desagua a oeste da cidade, confluindo com o rio Oude Maas ("Velho Mosa"), perto de Vlaardingen, formando um dos braços do delta do Reno, conhecido como Het Scheur. Alguns quilômetros após a confluência, o Het Scheur continua canalizado, passando a denominar-se Nieuwe Waterweg. O comprimento total do Nieuwe Maas (excluindo o Scheur) é de aproximadamente 24 quilômetros.